# Catasetum bertioguense
Catasetum bertioguense är en orkidéart som beskrevs av Gustavo Adolfo Romero och Marcos Antonio Campacci. Catasetum bertioguense ingår i släktet Catasetum och familjen orkidéer. Inga underarter finns listade i Catalogue of Life.